# Brithura fractistigma
Brithura fractistigma är en tvåvingeart som beskrevs av Alexander 1925. Brithura fractistigma ingår i släktet Brithura och familjen storharkrankar. Inga underarter finns listade i Catalogue of Life.